# Valeriana minutiflora
Valeriana minutiflora är en kaprifolväxtart som beskrevs av Hand.-mazz. Valeriana minutiflora ingår i släktet vänderötter, och familjen kaprifolväxter. Inga underarter finns listade i Catalogue of Life.